# Mioveni
Mioveni es una ciudad del condado de Argeş en Rumanía, cerca de la ciudad de Piteşti. En el año 2002 tenía una población de 35.849 habitantes.
La ciudad es mencionada por primera vez en un registro de 1485.
Se desarrolló de forma importante a partir de 1970, gracias a la construcción de la fábrica de automóviles Dacia. En la ciudad también hay un Instituto de Investigaciones Nucleares, que fabrica componentes y materiales para la Central Nuclear de Cernavoda, así como una prisión de alta seguridad.
El equipo de fútbol de la ciudad, el CS Mioveni, juega en la Primera división rumana.